# Pierre Palué
Pierre Palué, né à Bordeaux le 13 mai 1920 et mort à Chavannes le 29 mars 2005, est un artiste peintre français.

## Biographie
Pierre Palué né à Bordeaux le 13 mai 1920 d'un père mécanicien tourneur et d'une mère couturière. Après ses études, il s'engage comme volontaire en 1939 dans l'artillerie et rejoint le 194e d'artillerie à Vieux-Brisach où il fait fonction de mécanicien de batterie. Fait prisonnier à 10 km de Nantes, parqué dans un pré avec 8 000 autres à Châteaubriant, il s'évade avec le futur Dr Henri Lemonon de Saint-Donat, qui s'est rasé le crâne et se fait passer pour un moine.
II suit Lemonon à Saint-Donat en octobre 1940 où il donne un coup de main à la pharmacie Chancel, dessine et peint avec du matériel prêté par le préparateur. Il rencontre en 1943 Louis Aragon et Elsa Triolet qui se cachent dans la commune. Il étudie le dessin à l'école d'art de Valence et séjourne à Mirmande où il reçoit les conseils d'André Lhote.
À la Libération en 1944, il expose au salon des surindépendants aux côtés de Garbell, Bolin, Lauran. En 1945 son tableau Les Tomates est, pour sa plus grande joie, présenté dans une vitrine du boulevard Haussmann à Paris. II épouse en 1947 Marie-Thérèse Patenne et s'installe définitivement à Chavannes dans la Drôme.
II participe en 1950 à Lyon à l'exposition le Sanzisme avec ses amis André Cottavoz, Jean Fusaro, Jacques Truphémus, André Lauran, Paul Philibert-Charrin. De 1950 à 1960, il donne des cours de dessin et de peinture à Valence et au lycée de Tournon puis crée et dirige l'École d'art municipale de Romans. En 1952, il expose pour la première fois à Valence à la galerie Bost. Il fait la connaissance de Jean Vinay, Marcel Roche, puis d'Yvette Alde et de Bernard Buffet qui l'invite à Reillanne.
De 1960 à 1970, il expose à Paris, galerie Vendôme, présenté et préfacé par Marcel Sauvage. Pierre Cailler lui consacre une plaquette en 1964 dans la collection Peintres d'hier et d'aujourd'hui. Il ne se sent pas isolé à Chavannes où ses amis peintres, Maurice Savin, Roland Bierge, Roger Forissier, Chabrier[Qui ?]... et des écrivains, Bernard Clavel, Claude Roger-Marx, René Barotte se pressent. Il fréquente Pierre Cailler, Walter Lutz et des marchands de tableaux : Élie-Léon Brami, Wolger Mosser de Suède, Franck Partridge-Findlay. Outre ses expositions à Paris, New-York et Genève, de grandes reproductions de ses tableaux sont éditées en Angleterre et aux États-Unis - dont quatre par la New-York graphic society.
II peint, de 1970 à 1980, de grands tableaux pour le musée de Valence et le lycée agricole du Valentin. La galeriste du Faubourg Saint-Honoré à Paris, Colette Dubois, lui monte une exposition tous les deux ans. Il fait la connaissance de Maurice Brianchon dont il admire la peinture et se plaît à le rencontrer à Paris ou dans sa propriété de Truffière en Dordogne. Il lie une amitié durable avec Raphaël Mischkind son partenaire au tennis et son fidèle marchand de tableaux.
Venise, Paris, Saint-Tropez et Arcachon l'inspirent. Profitant d'hivers enneigés dans la Drôme il peint aussi beaucoup de paysages sous la neige. À la demande de Robert Moran qui a créé et dirige la revue Technique des arts, Palué rédige plusieurs études sur Van Gogh, Cézanne, Gauguin, Vermeer et participe à des émissions radiophoniques aux côtés de Pierre Bellemare. En 1990 a lieu une exposition rétrospective de cent tableaux et cent dessins au château du Mouchet à Chavannes, et en 1991, une exposition à Paris à la galerie Merle. En 1994 il reçoit une importante commande de la société Norbert Dentressangle.
Les expositions se poursuivent de 1994 à 2004 à la galerie de Colette Dubois, à Vienne, au Palais Delphinal de Saint-Donat, à la chapelle des Cordeliers à Crest. Art ultime publishing aux États-Unis acquiert le droit de reproduction de treize tableaux. En 2000, avec l'aide de sa fille Marie il ouvre dans la maison Courbis de Tain le musée de la Nouvelle école de Paris. Depuis longtemps Pierre Palué avait envie de consigner ses souvenirs et de se faire plaisir en utilisant ses talents de maquettiste. En 1995 il avait déjà publié le catalogue raisonné de ses œuvres. En collaboration avec la revue Études Drômoises, il réalise successivement : Les peintres de Mirmande, Savin, Monier de la Sizeranne et Marines.
Il est décoré de l'ordre du Mérite national.
Il meurt en 2005 dans sa maison de Chavannes, entouré de ses nombreux enfants et petits-enfants.

## Expositions
- 1952 : Valence - Galerie Bost
- 1953 : Lyon - Galerie des Jacobins
- 1954 : Valence - Galerie Durand
- 1956 : Valence - Galerie Bost. Préface de Jean Chabanon
- 1958 : Romans - Galerie Pillot. Préface de Raoul Chrétien
- 1960 : Paris - Galerie Vendôme. Préface de Marcel Sauvage
- 1961 : Lyon - Galerie Suzanne Mandon - Tournon - Musée Municipal - Carcassonne - Galerie Mistral
- 1962 : Paris - Galerie Vendôme. Préface de René Barotte - Romans - Maison des Jeunes et de la Culture - Avignon Galerie de Giffon - MONTPELLIER - Galerie Miroir
- 1963 : Lyon - Galerie de Bellecour - Toulon - Musée Municipal - Aix-en-Provence - Galerie Spinazzola - Genève - Galerie Saint-Germain. Préface de Bernard Clavel
- 1964 : New York -Galerie Frank Partridge - Paris - Galerie Vendôme. Préface de R. de Cazenave
- 1965 : New York - Galerie Frank Partridge - Montpellier - Galerie Miroir
- 1967 : Saint-Donat - Salle de réception du Festival J.-S. Bach
- 1968 : Romans - Boutique d'Art, Meubles Court - Grenoble - Galerie Hébert
- 1969 : Saint-Marcellin - Cercle d'Art de Saint-Marcellin
- 1970 : Valence - Galerie St-James Ageron - Montpellier - Galerie Miroir
- 1972 : Paris - Galerie Colette Dubois. Préface de René Barotte
- 1973 : Roubaix - Galerie Bausier - Saint-Louis - Galerie Au souffle de Paris
- 1974 : Paris - Galerie Colette Dubois. Préface de Robert Vrinat
- 1975 : Maussane-les-Alpilles - Galerie Léa Stocklin (Moulin de Manville)
- 1976 : Aubonne-Lausanne - Galerie Chantepierre - Martigues - Galerie Salle Basse
- 1977 : Paris - Galerie Colette Dubois - Romans - Galerie de l'Impartial
- 1978 : Montpellier - Galerie Miroir - Vichy - L'hexagone des arts
- 1979 : Paris - Galerie Colette Dubois - Voiron - Galerie 38 - Lille - Galerie Delerive - Saint-Louis - Galerie « Au Souffle de Paris ». Préface de Walter S. Lutz
- 1980 : Lyon - Galerie Hélène - Saint-Donat - Festival J.-S. Bach - Annecy - Galerie Le Sagittaire
- 1981 : Tournon - Rétrospective musée
- 1981 : Agay - Galerie Art-actualité - Paris - Galerie Colette Dubois
- 1982 : Montélimar - Invité d'honneur, Salon municipal
- 1986-1989 : Lyon - Galerie des Granges
- 1979-1990 : Saint-Louis - Galerie Au Souffle de Paris
- 1988 : Montpellier - Galerie Réno
- 1984 et 1988 : Saint-Paul-Trois-Châteaux - Galerie Erlecke
- 1985 : Paris -Galerie Colette Dubois sur le thème Paysages de Paris
- 1989 : Les Andelys - Galerie Tuffier
- 1989 : Grenoble - Galerie Marie Vignon
- 1989 : Manthes - Amis du Prieuré
- 1990 : Chavannes - Rétrospective cent tableaux, Château du Mouchet
- 1991 : Die - Amis de l'Art et du Musée - Paris - Galerie Merle sur le thème Œuvres récentes
- 1992 : Lyon - Galerie des Granges
- 1993 : Paris - Galerie Merle - Saint-Paul-Trois-Châteaux - Galerie Erlecke
- 1994 : Lille - Galerie Mischkind sur le thème L'intimité du paysage
- 1995 : Les Andelys - Galerie Tuffier - Lille - Galerie R.G. Mischkind - Grenoble - Galerie La Pléiade - Marseille - Galerie Jouvène
- 1996 : Châteauneyf-de-Galaure - Salles municipales
- 1997 : Paris - Galerie Colette Dubois
- 1998 : Vienne - Galerie des Sept Collines
- 2000 : Grenoble - Galerie La Pléiade - Sainte-Donas - Palais Delphinal - rétrospective pour les 80 ans de peintre, organisé par le Centre Musical International Jean-Sébastien Bach
- 2001 : Crest - Chapelle des Cordeliers sur le thème D'une rive à l'autre
- 2003 : Lyon - L'Hôtel-Dieu - Exposition collective sur les Sanzistes - Lyon - Galerie Saint Charles

## Musées et Collections publiques
- Musée d'Art Moderne de la ville de Paris : Port de Cassis, 1961 et Port de Marseille, 1964
- Musée de Grenoble : Jardin au portail blanc, 1960
- Musée de Valence : Mirmande, 1941 (aquarelle) et Marsaz sous la neige, 1971
- Musée de Romans : Église de Chavannes, 1956 (aquarelle)
- Musée de Tournon : Champs de seigle, 1959
- Musée de Sète : Intérieur au miroir, 1960 et Bateaux à Sète, 1964 (dessin)
- Musée de Saint-Étienne : Paysage en Ardèche, 1959
- Musée de Toulon : Port de Marseille, 1962
- Mairie de Romans : Village à contre-jour, 1957
- Conseil Général de la Drôme, Valence : Paysage, 1956
- Lycée Agricole de Bourg-les-Valence' : L'été en Ardèche, 1970 (décoration murale).
- Musée Palué de Tain l'Hermitage : Nombreuses toiles de Pierre Palué et des peintres de la nouvelle École de Paris(1945-1965). Cessation d'activité fin septembre 2018.

## Publications
On lui doit de nombreux articles publiés dans la revue Technique des Arts ainsi que :
- Mirmande et ses peintres - Éditions Études Drômoises - 1998
- Savin - Éditions Études Drômoises - 1999
- Monier de la Sizeranne - Éditions Études Drômoises - 2003